# Giacinto Morera

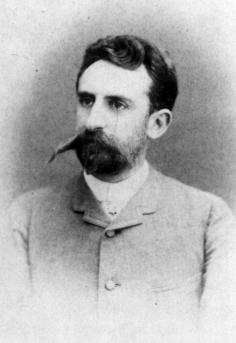
Giacinto Morera

Giacinto Morera (* 18. Juli 1856 in Novara, Italien; † 8. Februar 1909 in Turin, Italien) war ein italienischer Ingenieur und Mathematiker. Er ist für den Satz von Morera in der Funktionentheorie und für seine Arbeiten über lineare Elastizität bekannt.
Morera, dessen Vater ein wohlhabender Kaufmann war, studierte in Turin (Laurea-Abschluss als Ingenieur 1878 und in Mathematik 1879), in Pavia, Pisa und in Deutschland. 1886 wurde er nach einem Wettbewerb Professor für theoretische Mechanik an der Universität Genua, wo er fünfzehn Jahre blieb und zweimal Rektor war. 1901 wurde er Nachfolger von Vito Volterra als Professor an der Universität Turin. Er starb mit 52 Jahren innerhalb weniger Tage an einer Lungenentzündung.
Er befasste sich vor allem mit mathematischer Physik und Mechanik, zum Beispiel behandelte er in Fortsetzung von Paolo Pizzetti die Anziehung eines Ellipsoids.
Morera war Mitglied der Accademia dei Lincei und der Akademie in Turin.